# Skyum Kirke
Skyum Kirke er en kirke i landsbyen Skyum i Thy.
Kirken består af en romansk kor og skib, gotisk vesttårn og nyere våbenhus foran syddøren (der dog ikke er helt i sydlig retning).